# Resort View故鄉號列車
Resort View故鄉（日语： Rizōtobyū furusato */?）號列車是由東日本旅客鐵道（JR東日本）營運，行走於長野站至南小谷站之間的臨時快速列車。途經信越本線、篠之井線和大糸線。行走的列車也設有Resort View故鄉這個愛稱。
此條目也會同時記述衍生列車，從2012年4月20日起，行走於長野站至姨捨站之間的臨時快速列車「Night View姨捨」（日语： Naitobyū Obasute */?）。

## 概要
在2010年10月2日，隨著舉行信州地方旅遊活動而開設此列車。
此列車的廣告標語為「寬敞和款待的度假列車」。列車名稱「Resort View故鄉」，是取自列車在行走，途經的山峰、河流、湖泊、天空和里山等景色，可令乘客聯想到日本的「故鄉」，以及以旅客與其他人一起相遇的旅程作為形象而命名。

## 運行概況
所有車廂都是指定席。在運輸日設有1個往返班次。主要於星期六及假日行走，在暑假與年尾年初等時期則每日行走。
在行走區間中，長野至松本之間（信越本線、篠之井線），列車班次方向與路線的方向相同，上行班次（去程）是行走鐵路線的上行方向（松本方向），下行班次（回程）是行走鐵路線下行方向（長野方向）。但是在松本至南小谷方面（大糸線），列車班次方向與路線的方向相反，上行班次（去程）是行走大糸線下行方向（前往南小谷），下行班次（回程）是行走大糸線上行方向（前往松本）。
在列車途經日本三大車窗風景路段（篠之井線稻荷山站至姨捨站之間與大糸線部分區間）時會慢駛通過。另外，去程班次於穗高站停靠30分鐘，以便乘客可於列車停靠時，前往穗高神社參拜。若乘客希望到神社參拜時，該神社的巫女會在列車到達時前往月台迎接乘客，並引導前往神社參拜。
回程班次方面，於星期六與假日會設有「車內款待活動」。當列車行走時，當地自治體相關人士與志願者會在車內表演鄉土雜技，以及講述當地民間故事。另外，在車內與停車站也會按不同季節而舉辦不同的活動。
在車廂內設有名為「度假服務員」的服務員，為旅客提供觀光資訊與進行車內販賣等服務。車內販賣方面，原則上旅客不可能即場於車內購買車站便當，因此若果旅客需要購買車站便當，需要在到達松本站前（不論去程或回程班次）向「度假服務員」預訂，或者事先於網上預訂。
與JR東日本的新幹線同樣，若果旅客事先已經購入座位指定席票的話，便不需要在車內驗票。而「Resort View故鄉」車內設有車內驗票專用的印章，如有需要，旅客可向車掌為指定席票上蓋印。
在1號車廂中，設有紀念印台與由乘務員親手製作的指南，內裡介紹了沿線的觀光景點。
在列車側面的LED方向幕中，設有「Resort View故鄉」專用的顯示牌。但是，該車輛會在多客時期行走「Resort View諏訪湖」、「Night View姨捨」和「Resort View八岳」時，只會顯示列車類別和目的地。

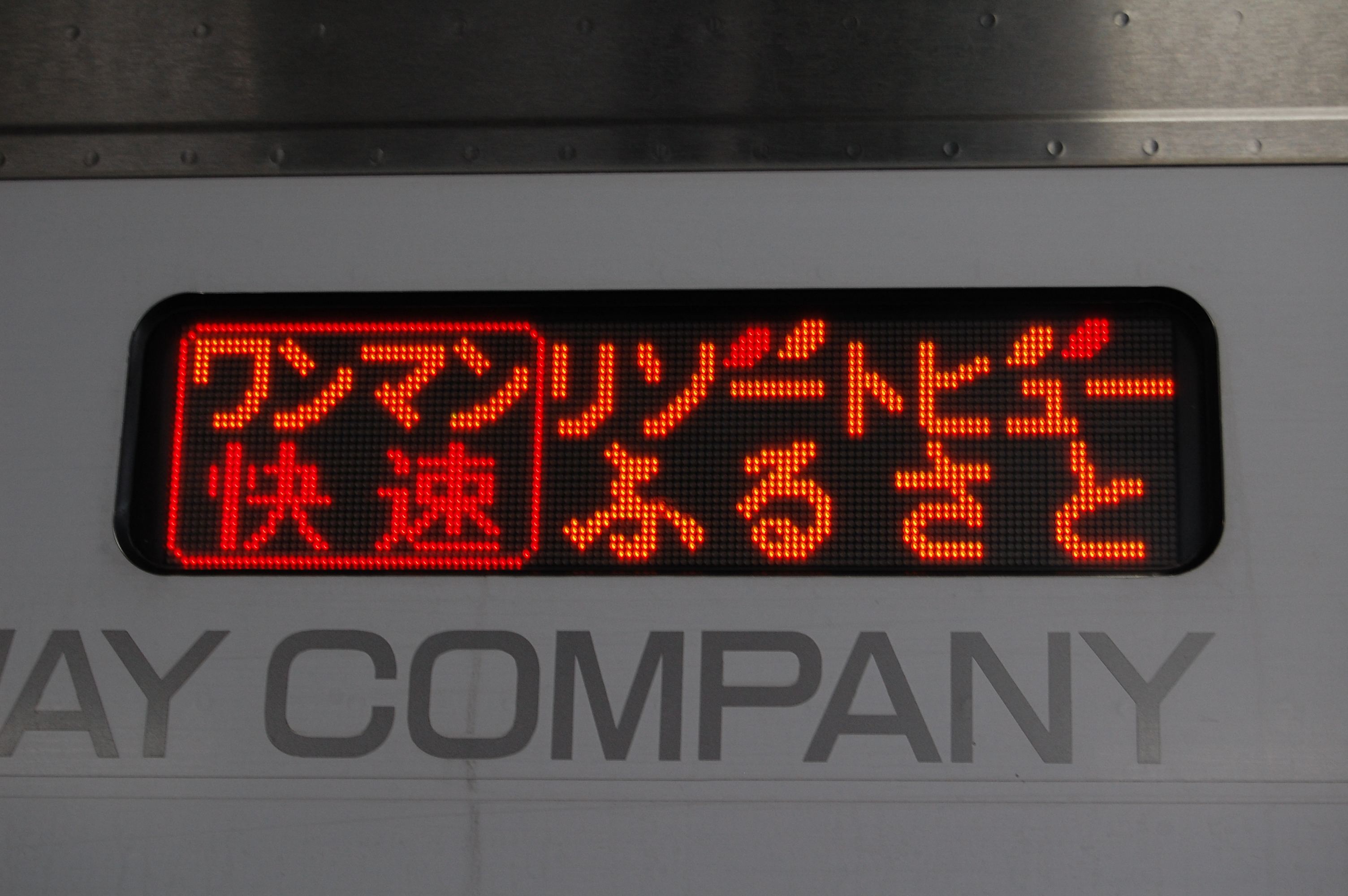
「Resort View故鄉」的專用顯示牌
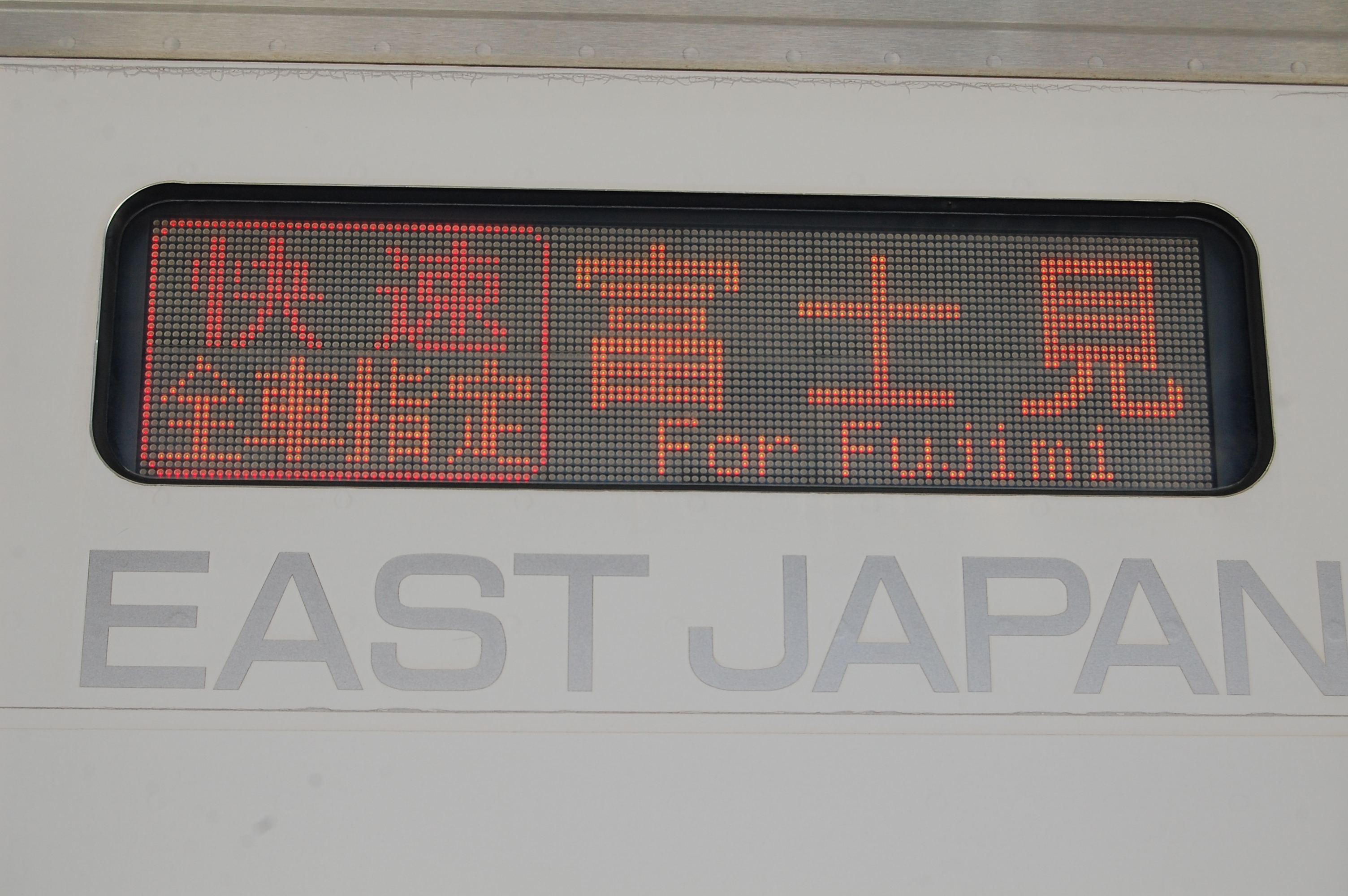
其他列車只會顯示列車類別和目的地

### 停車站
長野站 - 篠之井站 - 姨捨站 - 明科站 - 松本站 - 穗高站 - 信濃松川站 - 信濃大町站 - 白馬站 - 南小谷站

### 使用車輛
「Resort View故鄉」使用HB-E300形柴油列車，以2卡編成行走（隸屬長野綜合車輛中心）。

### 乘務員負責區域
- 車掌、列車司機
  - 長野 - 松本之間 ： 長野綜合運輸區（日语：長野総合運輸区）
  - 松本 - 南小谷之間 ： 一人控制（列車司機由松本運輸區（日语：松本運輸区）負責）

## Night View姨捨
「Night View姨捨」是為了讓旅客觀賞姨捨站與附近路段的夜景而開設。在2012年4月20日開始行走。「Night View姨捨」行走於長野站至姨捨站之間，全車為指定席。在運輸日設有1個往返班次。
與「Resort View故鄉」同樣，「度假服務員」會為旅客提供觀光資訊與進行車內販賣業務。該列車設有特製便當可供販賣。在終點站姨捨站，當地的志願者導遊會為旅客介紹夜景，也有當地的志願者講述當地民間故事，以及提供味噌汁和甘酒。在2013年度前，姨捨站的櫃臺中會販賣特製盤子，購買特製盤子的旅客可獲得原裝的乘車證明書。在回程班次中，列車離開姨捨站後，為了讓旅客觀賞善光寺平的夜景，車內燈光會一度調暗。
在2015年（平成27年）7月27日，「Night View姨捨」被認定為「日本夜景遺產（設施型夜景遺產）」。成為繼靜岡縣岳南電車後，第二架列車得到相關認定。
曾經JR東日本發售了名為「Night View姨捨來回車票」的特別企劃乘車票。該車票包含了長野至姨捨之間的來回車票，以及「Night View姨捨」的來回指定席票。

### 使用車輛
「Night View姨捨」使用HB-E300形柴油列車，以2卡編成行走（隸屬長野綜合車輛中心）。

### 停車站
長野站 - 篠之井站 - 姨捨站

### 乘務員負責區域
- 車掌、列車司機
  - 長野 - 姨捨之間 ： 長野綜合運輸區（日语：長野総合運輸区）

## 歷史
- 2010年10月2日：開始運行。
- 2011年
  - 3月12日至3月14日：由於前日3月11日發生東日本大地震，使列車暫停服務。
  - 3月18日至3月21日：受到大地震影響，由於燃料供應不明朗。因此在這段期間改用485系「彩」[注 6][11]。
  - 3月25日：由於上述原因，在當日改用E257系[12]。
  - 3月26日至3月27日：由於上述原因，因此在這段期間改用485系「彩」[12]。
  - 4月1日：由於上述原因，因此於當日暫停服務。
  - 4月2日：由於燃料供應明朗化，因此列車服務回復正常。同日，松本至南小谷之間改為一人控制。
  - 9月9日：開設「Resort View故鄉」專用官方網站。
  - 10月1日：為了紀念「Resort View故鄉」營運1周年，發售了特別的入場票[13]
- 2012年
  - 4月20日：開設行走於長野站至姨捨站之間的「Night View姨捨」。
  - 9月8日：當日達成了累計乘車人次5萬人[4]。
- 2013年3月16日：實施時間表修正（日语：ダイヤ改正），列車停車站有所改動。去程班次加停海之口站。
- 2014年7月4日：列車停車站有所改動，夏季時期的去程班次加停明科站。
- 2015年
  - 6月6日：當日達成了累計乘車人次10萬人[14]。
  - 7月27日：「Night View姨捨」被認定為日本夜景遺產（設施型夜景遺產）[10]。
- 2016年7月1日：列車停車站有所改動，夏季時期的回程班次加停明科站。
- 2017年3月4日：實施時間表修正。列車加停篠之井站，同時由於海之口站上下車人次較少，因此全年通過該站。
- 2020年
  - 4月8日：受到新冠疫情影響，當日起至同年5月31日暫停服務[15]。
  - 5月13日：延長暫停服務期限至同年6月1日或以後[16]。
  - 6月26日：宣布在同年7月23日起再次營運。但是為了防止感染，車內與車站的活動與款待活動暫停[17]。
  - 10月12日：為了紀念長野縣的吉祥物登場10周年，列車貼上的全車身廣告。
- 2022年
  - 12月25日：的全車身廣告落畫[18]。
- 2023年
  - 2月16日：無裝飾的車輛在長野綜合車輛中心出廠，翌日開始在篠之井線試車。
  - 3月18日：上述的車輛再次行走「Resort View故鄉」。

## 塗裝與車內裝飾
車身在展望室部分為黃綠色。車身在座位部分，由下至上的顏色是綠色漸變至白色的漸變色。車身在座位部分的裙腳帶有黃土色的色帶。這個配色是形成了長野縣縣木白樺之森林中奔走的形象。
在2020年10月12日至2022年12月25日之間，為了紀念長野縣的吉祥物登場10周年。列車貼上了的全車身廣告。原本貼在車身的「Resort View故鄉」標誌被遮蓋。在1號車11D席，經常放置了特大版的。

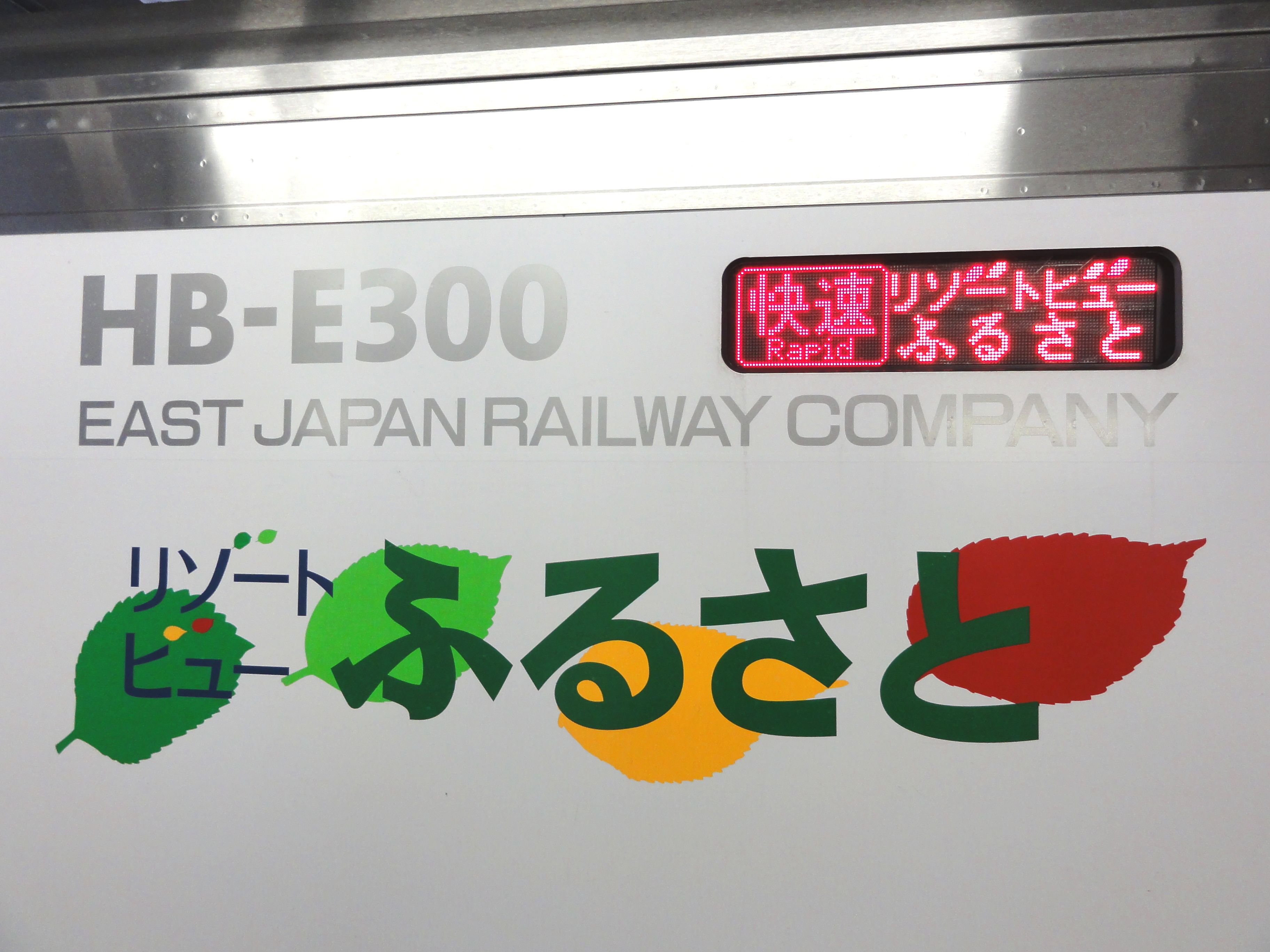
在開始運行至2022年12月之間，貼在車身的「Resort View故鄉」標誌
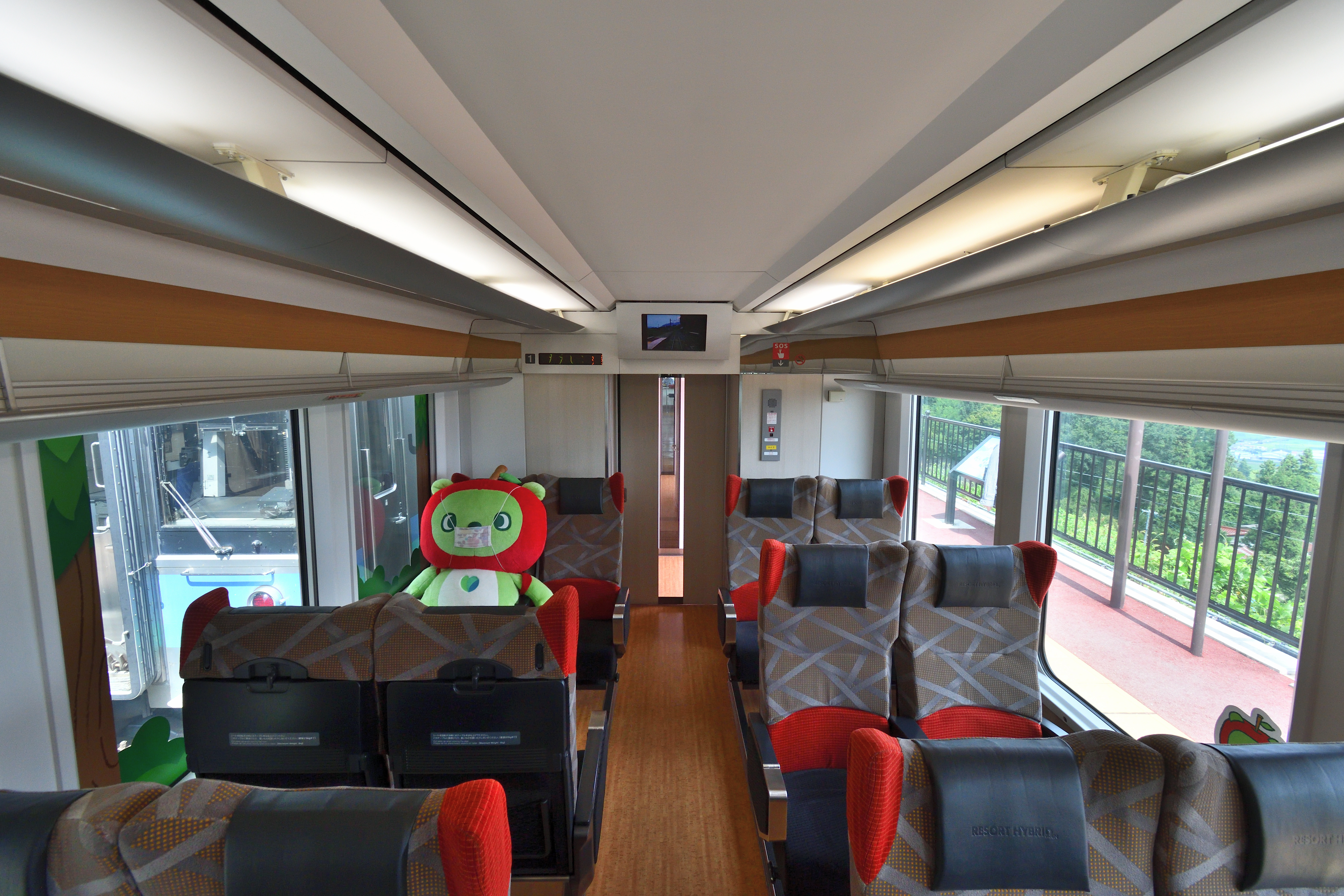
在10C/D和11C/D是的專用座位
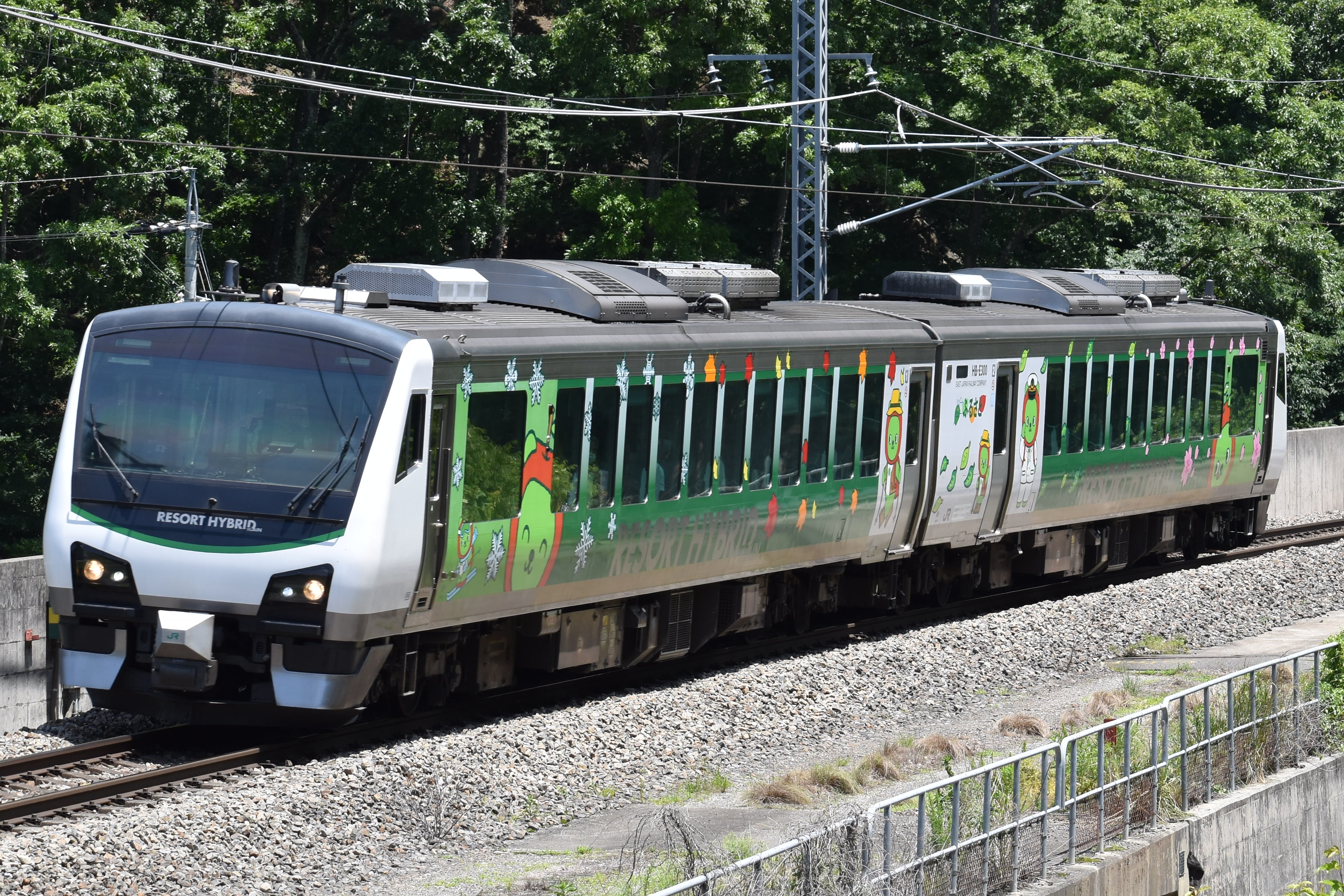
登場10周年的全車身廣告

## 注腳

## 外部連結
- Resort View 故鄉（Furusato）號 | 愉快列車 | JR-EAST （页面存档备份，存于）（中文）